# جايسون إنغرام
جايسون إنغرام (بالإنجليزية: Jason Ingram) هو منتج أسطوانات وكاتب أغاني أمريكي، ولد في 23 أغسطس 1974 في فيرجينيا الغربية في الولايات المتحدة.

## وصلات خارجية
- جايسون إنغرام على موقع IMDb (الإنجليزية)
- جايسون إنغرام على موقع ميوزك برينز (الإنجليزية)
- جايسون إنغرام على موقع ديسكوغز (الإنجليزية)